# Seelsheide
Die Seelsheide ist ein Ortsteil im Stadtteil Katterbach in Bergisch Gladbach.

## Geschichte
Der ehemalige Weiler Seelsheide hatte nach der Nummernliste der Gemeinde Paffrath von 1782 bis 1790 fünf Häuser und Hofstellen. Neben der Schreibweise Seelsheide im Urkataster finden sich im frühen 19. Jahrhundert auch die Formen Sehlsheyd und Seilsheid. Die Bezeichnung Seelsheide bedeutet, dass es sich um Hofstelle auf der Heide handelt.
Aus Carl Friedrich von Wiebekings Charte des Herzogthums Berg 1789 geht hervor, dass Seelsheide zu dieser Zeit Teil der Honschaft Paffrath im Amt Porz war.
Unter der französischen Verwaltung zwischen 1806 und 1813 wurde das Amt Porz aufgelöst und Seelsheide wurde politisch der Mairie Gladbach im Kanton Bensberg zugeordnet. 1816 wandelten die Preußen die Mairie zur Bürgermeisterei Gladbach im Kreis Mülheim am Rhein. Mit der Rheinischen Städteordnung wurde Gladbach 1856 Stadt, die dann 1863 den Zusatz Bergisch bekam.
Der Ort ist auf der Topographischen Aufnahme der Rheinlande von 1824 als Sehlscheid und auf der Preußischen Uraufnahme von 1840 als Seelsheide verzeichnet. Ab der Preußischen Neuaufnahme von 1892 ist er auf Messtischblättern regelmäßig als Se(e)lsheide oder ohne Namen verzeichnet. 
Mit dem Aufkommen der Straßennamen hat man bereits 1893 die zu der Siedlung Seelsheide führende Straße mit dem gleichen Namen benannt.
| Jahr | Einwohner | Wohn- gebäude | Kategorie | Bemerkung           |
| ---- | --------- | ------------- | --------- | ------------------- |
| 1822 | 41        |               | Hofstelle | Sehlscheidt genannt |
| 1830 | 48        |               | Hofstelle | Sehlscheid          |
| 1845 | 60        | 8             | Hofstelle | Sielsheide          |
| 1871 | 147       | 25            | Ortschaft | Selsheide           |
| 1885 | 134       | 24            | Wohnplatz |                     |
| 1895 | 128       | 23            | Wohnplatz |                     |
| 1905 | 141       | 26            | Wohnplatz |                     |

### Wirtschaftliche Tätigkeit
Bei Seelsheide wurden Kalksteinbrüche und auch Rennöfenverhüttung betrieben.
Vor dem Ersten Weltkrieg existierte in Seelsheide eine Ringofenziegelei, die heimische Tonvorkommen verarbeitete. Man stellte täglich um 1000 Ziegelsteine her. 1918 musste der Betrieb geschlossen werden, weil britische Besatzungstruppen die Gebäude in Beschlag nahmen.

## Geologie und Bergbau
In Seelsheide liegt der nordwestlichste Punkt der Paffrather Kalkmulde. Im 19. Jahrhundert wurde hier auf der Grube Romeo Bergbau betrieben.